# マデラス山
マデラス山（マデラスさん、Maderas）は、中央アメリカのニカラグアのニカラグア湖に位置するオメテペ島を形成する2つの火山のうちの小さい方である。標高1,394 m。島にあるもう片方の火山のコンセプシオン山とは異なり、マデラス山は歴史時代に活動していない。その火口には火口湖が存在する。
マデラス山の斜面は、雲霧林が成長するニカラグアの太平洋側の数少ない場所の1つである。雲霧林が発見されたもう1つの別な場所はモンバッチョ山である。  雲霧林は高湿度の気候によって可能となった豊かな動植物の営みに特徴がある。先史時代のペトログリフがマデラス山で発見されている。
火山の頂上への登山は人気の観光である。これまで数人の観光客が遭難していることを受けて、現在は登山するためにガイドを雇う必要がある。雨が降って急な斜面が泥でぬかるんだ場合、火口の頂上へのハイクは困難になる。登るときに斜面が滑りやすいのは、オメテペ島が頻繁に雨が降るからである。
火山にはノドジロオマキザルや、ヤマガニや、ホエザル、そしてブルーモルフォなどの数種の蝶など興味深い種が生息している。

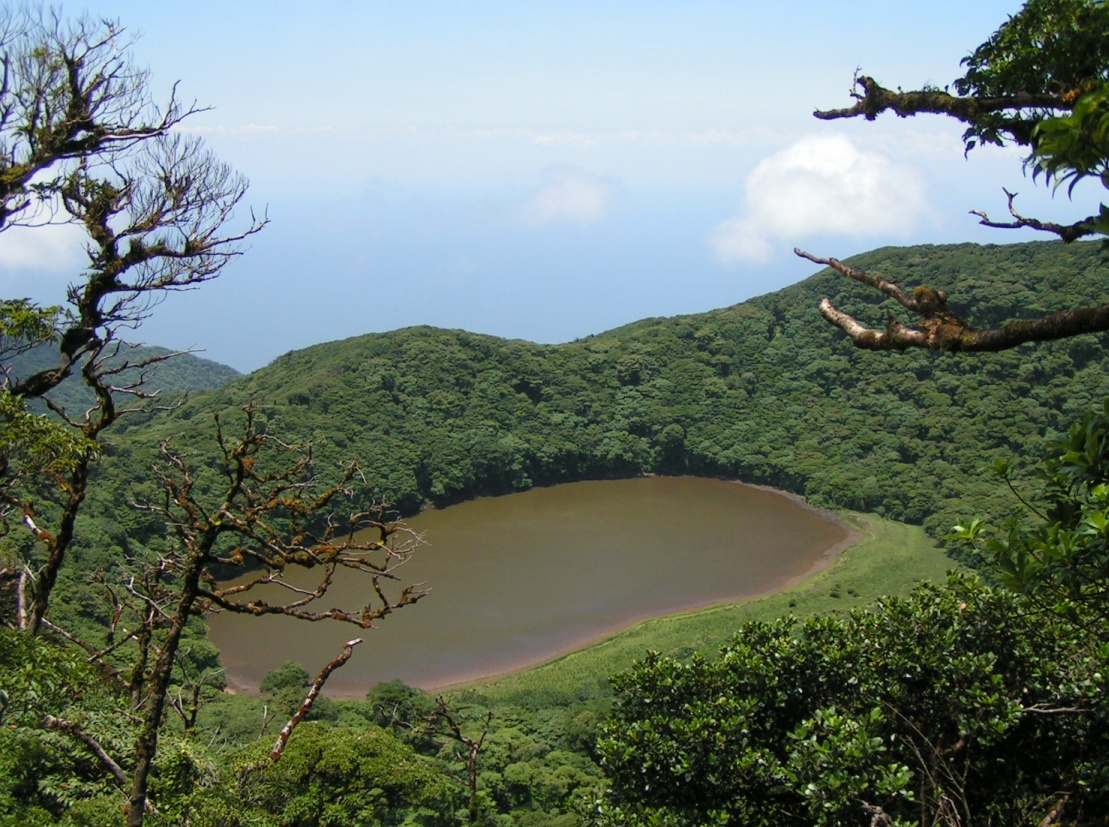
火口湖のマデラス湖